# دليشة (حديبو)

تعديل مصدري - تعديل

دليشة إحدى قرى مديرية حديبو التابعة لمحافظة سقطرى، بلغ تعداد سكانها 56 نسمة حسب تعداد اليمن لعام 2004.